# Athyrium akiense
Athyrium akiense är en majbräkenväxtart som beskrevs av Kurata. Athyrium akiense ingår i släktet Athyrium och familjen Athyriaceae. Inga underarter finns listade.